# Houlletia brocklehurstiana
Houlletia brocklehurstiana är en orkidéart som beskrevs av John Lindley. Houlletia brocklehurstiana ingår i släktet Houlletia och familjen orkidéer. Inga underarter finns listade i Catalogue of Life.

## Bildgalleri

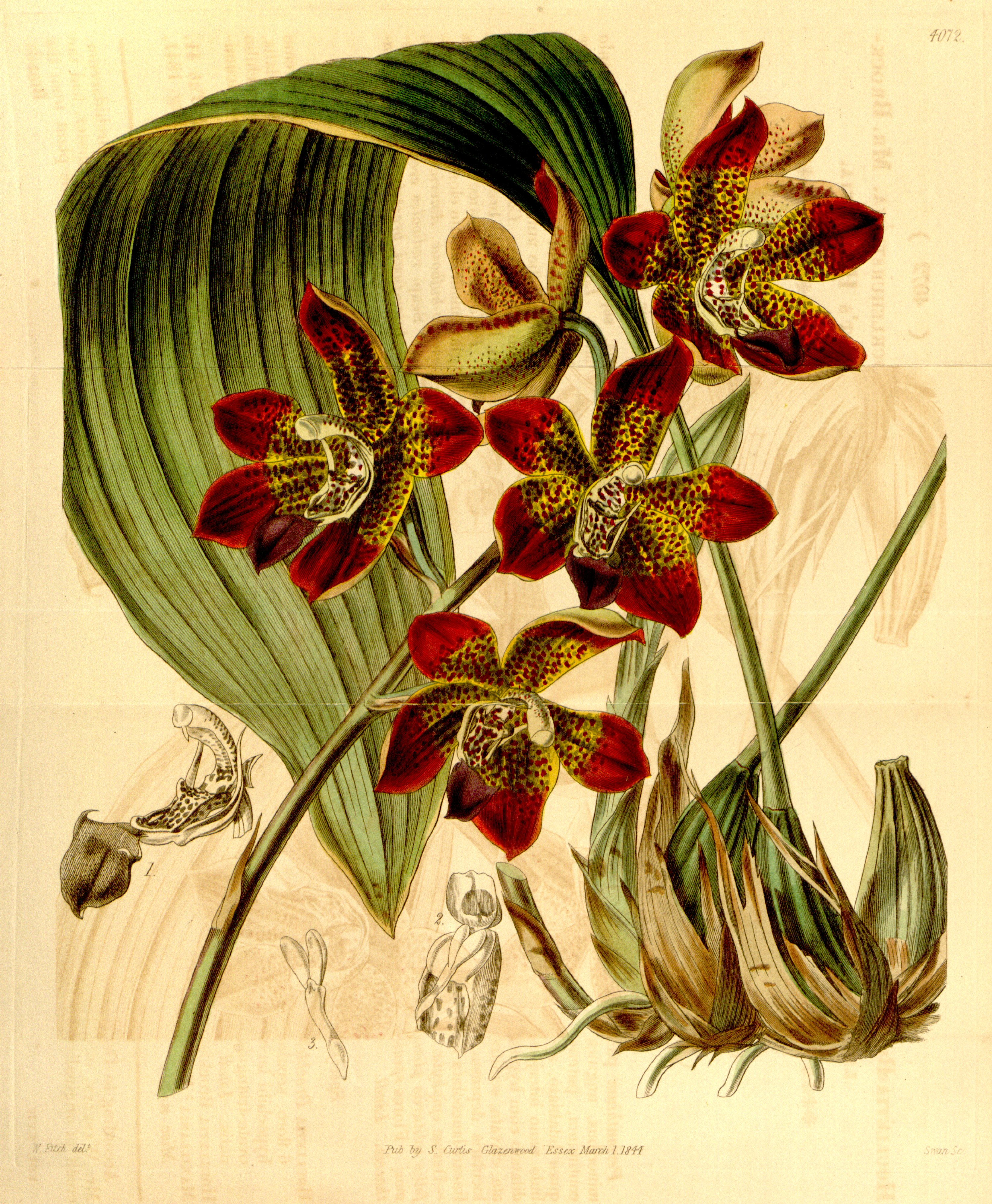
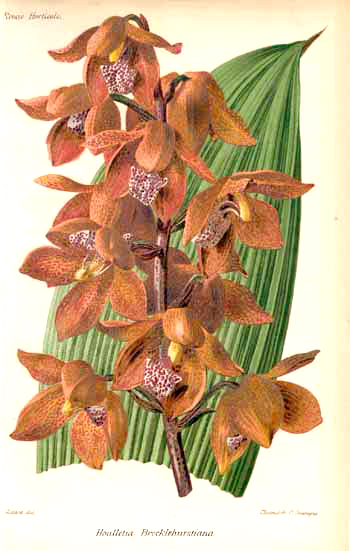